# Ципшанув
Ципшанув (пол. Cyprzanów, нім. Janowitz) — село в Польщі, у гміні Петровиці-Великі Рациборського повіту Сілезького воєводства.
Населення — 517 осіб (2011).
У 1975-1998 роках село належало до Катовицького воєводства.

## Демографія
Демографічна структура станом на 31 березня 2011 року:
|          | Загалом | Допрацездатний вік | Працездатний вік | Постпрацездатний вік |
| -------- | ------- | ------------------ | ---------------- | -------------------- |
| Чоловіки | 259     | 55                 | 170              | 34                   |
| Жінки    | 258     | 41                 | 162              | 55                   |
| Разом    | 517     | 96                 | 332              | 89                   |